# Molly Bloom (autora)
Molly Bloom (Loveland, Colorado, 21 de abril de 1978) es una empresaria, esquiadora, politóloga, conferenciante y escritora estadounidense.
Escribió el libro superventas Molly's Game en 2014, que fue llevado al cine con el mismo título.  

## Biografía
Es hija de la instructora de esquí y empresaria Char y el psicólogo y profesor Larry Bloom. El padre de Bloom es judío y su madre es cristiana. 
Creció en Loveland, Colorado. Asistió a la Universidad de Colorado en Boulder, donde se graduó summa cum laude con una licenciatura en Ciencias Políticas.
Sus hermanos son el esquiador y jugador profesional de fútbol americano con los Philadelphia Eagles Jeremy Bloom y el cirujano Jordan Bloom del Hospital General de Massachusetts.
Molly Bloom había entrenado durante años para convertirse en esquiadora olímpica, pero se lesionó mientras intentaba clasificarse para los Juegos Olímpicos.
En abril de 2013 fue acusada de dirigir una partida de póker de altas apuestas originada en el Viper Room de Los Ángeles, que atraía a personas adineradas, figuras del deporte y celebridades de Hollywood. En mayo de 2014, tras declararse culpable de los cargos reducidos, fue condenada a un año de libertad condicional, a una multa de 1.000 dólares y a 200 horas de servicio comunitario. Además, se le exigió que renunciara a 125.000 dólares de ganancias procedentes de las partidas que operaba.
La  adaptación cinematográfica de su libro Molly's Game fue dirigida por Aaron Sorkin y protagonizada por Jessica Chastain e Idris Elba. Se estrenó en diciembre de 2017.